# Tachina polychaeta
Tachina polychaeta là một loài ruồi trong họ Tachinidae.